# جین استنلی
جین استنلی (انگلیسی: Jane Stanley؛ زادهٔ ۱۳ آوریل ۱۹۶۴) بازیکن فوتبال اهل بریتانیا است.

وی همچنین در تیم ملی فوتبال زنان انگلستان بازی کرده‌است.